# Курми (Дагестан)
Курми — село в Гергебильском районе Дагестана. Образует сельское поселение село Курми как единственный населённый пункт в его составе.

## Географическое положение
Расположено в 4,5 км к юго-западу от села Гергебиль, на правом берегу реки Каракойсу.

## История
Образовано в 1930-е как посёлок Гергебильстрой гидростроителей Гергебильской ГЭС. Постановлением Народного Собрания Республики Дагестан от 27 ноября 1997 года посёлок Гергебильская ГЭС переименован в село Курми.

## Население
| 1939  | 1970  | 1989  | 2002  | 2010  | 2012  | 2013  |
| ----- | ----- | ----- | ----- | ----- | ----- | ----- |
| 405   | ↗799  | ↘754  | ↗1396 | ↗1510 | ↗1520 | ↘1517 |
| 2014  | 2015  | 2016  | 2017  | 2018  | 2019  | 2020  |
| ↗1519 | ↗1534 | →1534 | ↘1529 | ↗1545 | ↗1558 | ↗1578 |
| 2021  | 2023  | 2024  | 2025  |       |       |       |
| ↘1276 | ↗1290 | ↘1285 | ↗1296 |       |       |       |